# Dilar stenopterus
Dilar stenopterus är en insektsart som beskrevs av C.-k. Yang 1999. Dilar stenopterus ingår i släktet Dilar och familjen Dilaridae. Inga underarter finns listade i Catalogue of Life.